# Barraca de la zona del Mas de la Fam III
La Barraca de la zona del Mas de la Fam III és una obra del Pla de Santa Maria (Alt Camp) inclosa a l'Inventari del Patrimoni Arquitectònic de Catalunya.

## Descripció
És una petita barraca de planta rectangular amb les cantoneres arrodonides. La cornisa, horitzontal, està coronada amb pedres al rastell. A l'interior veurem una falsa cúpula tapada amb una llosa a 2'35m d'alçada. Veurem també una menjadora i un petit armari, molt fondo. La seva orientació és Est.
La seva planta interior amida: fondària 2'15m, 2'00m.